# L'Indépendance belge
L'Indépendance belge es un diario publicado en Bruselas durante más de un siglo. Fundado en 1831 por Marcellin Faure, editor que lanzaría un segundo diario en 1850, L'Étoile belge, dos de los periódicos belgas más leídos con anterioridad a 1870.

## Historia
El periódico L'Indepéndant fue fundado en Bruselas en 1831, poco después de la independencia de Bélgica. Nació como un órgano de tendencia liberal, propiedad de Marcellin Faure. En él el gobierno belga insertaba diariamente sus anuncios oficiales. Algo más tarde apareció el rotativo Moniteur Belge, boletín oficial de la joven nación, dirigido por Philippe Bourson. Hacia 1840, el rey Léopoldo I consideró que la supresión de un diario crítico con su gobierno podía obviar su grave déficit público, superior a los 40 000 francos anuales. En efecto, Marcellin Faure aceptó exiliarse y el periódico dejó de aparecer, aunque encontró rápidamente un comprador. En 1843, L'Indépendance belge sustituyó al anterior L'Indépendant. Henri Édouard Perrot creó una sociedad en comandita para su rescate. El primer número de la nueva versión fue publicado el 1 de julio de 1843.

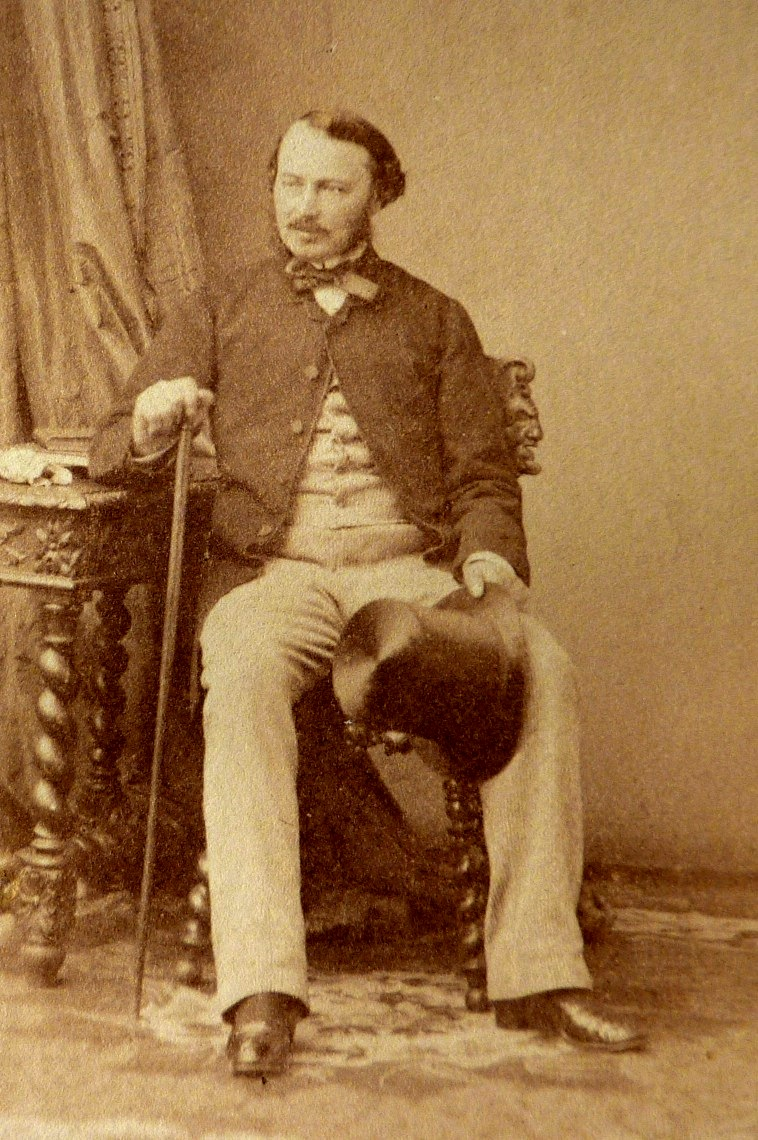
El duque de Persigny, ministro del Interior francés, prohibió el periódico en Francia

En 1856, Henri Édouard Perrot transfiere la propiedad del periócico a un grupo de financieros y la dirección recae en el periodista Léon Bérardi, que llevaba ya diez años en el periódico.
En 1858, Enrique de Orleans, más conocido bajo el título de duque de Aumale, adquirió las acciones del alemán Jules Joest y se convirtió en accionista mayoritario.

### Colaboradores
L'Indépendance belge llegó a tener cerca 50 colaboradores en el extranjero. En las páginas literarias, destaca Gustave Frédérix, que sucedió al escritor Émile Deschanel. A su vez, Gaston Bérardi es crítico teatral en París, donde firma también en el diario conservador Le Figaro.. También Alejandro Dumas firma en L'Indépendance belge desde su exilio en Bruselas en 1852.
En mayo de 1862, L'Indépendance belge recibió 6 000 dólares a cambio de la traducción de textos estadounidenses. Washington esperaba que las opiniones liberales de un medio belga ayudasen contra una eventual intervención de Napoleón III en América.

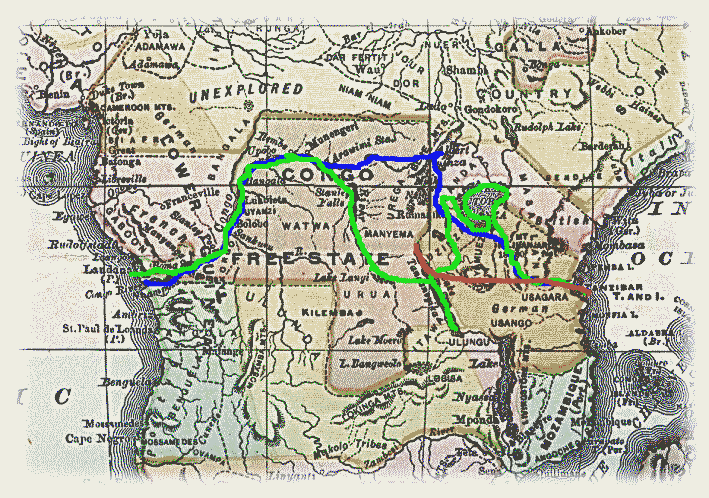
El recorrido seguido por el explorador Henry Morton Stanley. En 1878, La Independencia belga décroche su primera entrevista a su regreso de Congo

### Venta del periódico
Léon Bérardi falleció en 1897. Su hijo Gaston Bérardi (1849-1929), director del periódico desde 1884, cedió la propiedad a un grupo de inversores franco-belgas. Bérardi hijo dimite. Al finalizar el siglo, la cabecera es vista como menos independiente del extranjero, pues recibe subsidios de Londres y París. Su tirada cae a 4 000 ejemplares. En Bélgica, pierde numerosos lectores.

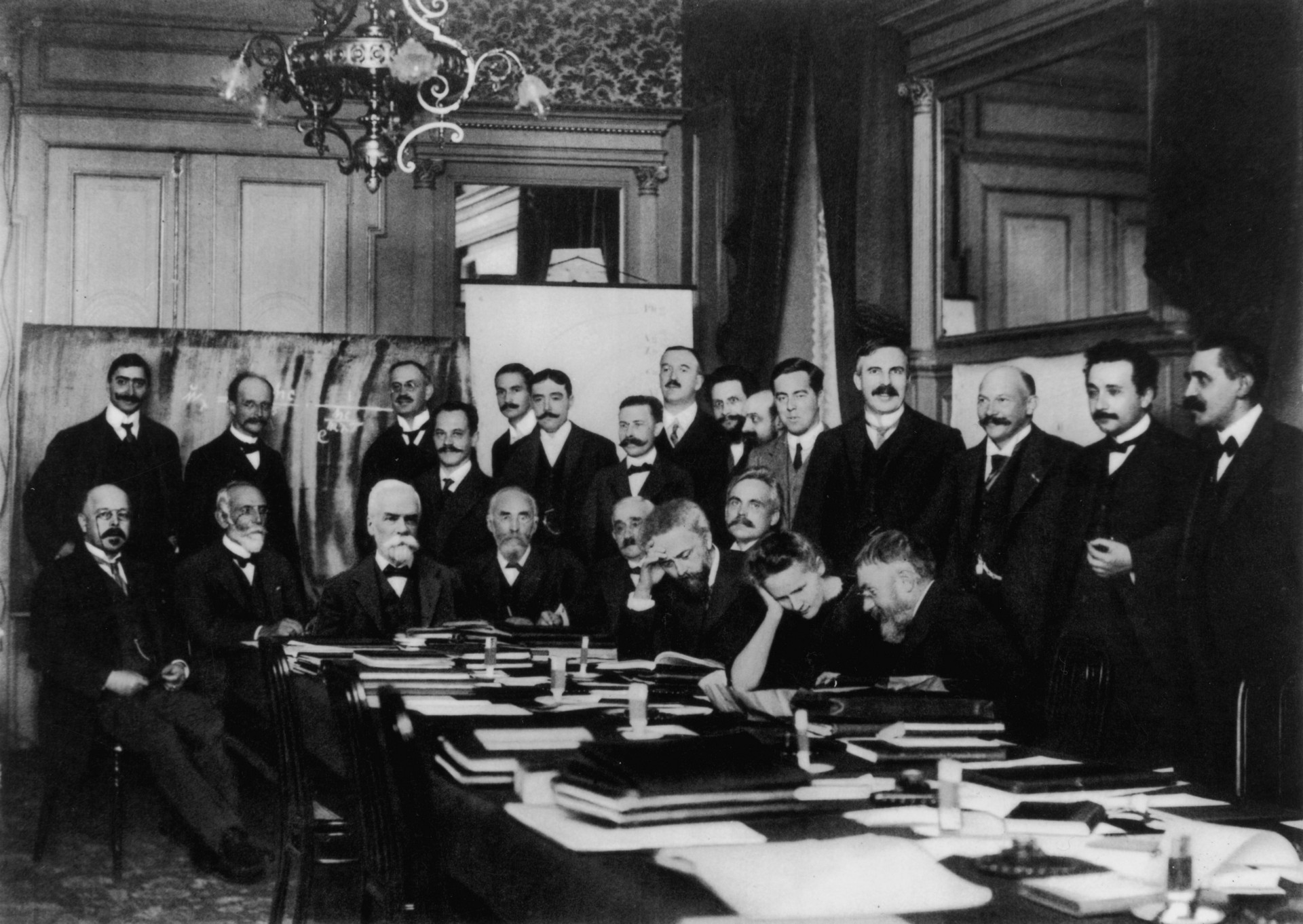
Ernest Solvay, tercero sentado marchando de la izquierda, durante el Congreso Solvay de físico de 1911. En 1936, adquiere La Independencia belga.

Durando la Primera Guerra Mundial, Bélgica está invadida por los Alemanes. La Independencia belga prosigue su parution en Francia después en Gran Bretaña. En los años 1920, el diario liberal quiere se rénover. Contrata en 1931 uno fervent católico, que lo emprende René Hislaire, redactor en jefe de La Nación belga, un diario fundado en 1918 por su tío, Fernand Neuray, ex-redactor en jefe hasta en 1914 del Vigésimo Siglo, donde trabajará después de la guerra Georges Rémi, la autora de Tintin.
En 1938, L'Indépendance belge es una de las principales cabeceras de Bruselas, con una tirada aproximada de 20 000 ejemplares. Pero la Alemania nazi invade Bélgica el 10 de mayo de 1940. Tres días después, L'Indépendance belge publica su último número. Amenazado de muerte, René Hislaire se refugia en Estados Unidos. En Nueva York, funda Belgium, boletín del Gobierno belga en el exilio.